# Timothy Webber
Pour les articles homonymes, voir Webber.
Timothy Webber est un acteur canadien né à Saint-Jean de Terre-Neuve.

## Filmographie

### Cinéma
- 1979 : The Prize Fighter : Bradshaw
- 1980 : Les Motos sauvages (en) (Hog Wild) : Upperclassman
- 1980 : Le Monstre du train : Mo
- 1981 : Ticket to Heaven : Greg
- 1982 : The Grey Fox : Fernie
- 1983 : The Wars : Bates
- 1984 : L'Hôtel New Hampshire : Wrench
- 1984 : The Last Right : Joe
- 1984 : That's My Baby! : Lewis
- 1985 : Un drôle de Noël (One Magic Christmas) : Herbie Conklin
- 1986 : Toby McTeague : Edison Crowe
- 1986 : The Wake
- 1987 : The Wonderful Wizard of Oz
- 1987 : Nowhere to Hide (en) : Kevin
- 1987 : John and the Missus : Danny Boland
- 1987 : The Marvelous Land of Oz
- 1988 : Les Modernes : l'associé de Stone
- 1989 : Millenium : le technicien audio
- 1990 : Docteur Norman Bethune
- 1992 : En quête de liberté (Leaving Normal) : l'ami de Spicy
- 1992 : Impolite : l'apprenti
- 1992 : The Boys of St. Vincent: 15 Years Later : Brian Lunney à 30 ans
- 1992 : North of Pittsburgh : Lyman
- 1994 : Intersection : le camionneur
- 1999 : In the Blue Ground: A North of 60 Mystery : Harris Miller
- 1999 : My Father's Angel : Djordje
- 2002 : Mise à feu
- 2002 : Cypher : Callaway
- 2003 : One Last Dance : Jerry
- 2005 : Missing in America : Mitchell
- 2007 : Married Life : Alvin Walters
- 2011 : Afghan Luke : Dr Hinkley
- 2011 : La Planète des singes : Les Origines : Janitor
- 2013 : A Fish Story : Hank
- 2014 : Le Septième Fils : Malcolm Ward
- 2017 : La Planète des singes : Suprématie : l'Ancien

### Télévision

#### Séries télévisées
- 1984 : For the Record (1 épisode)
- 1986 : Cogne et gagne (9 épisodes) : Gary Bennett
- 1987 : Alfred Hitchcock présente (1 épisode) : Alan
- 1987 : Brigade de nuit (1 épisode)
- 1988-1989 : Vendredi 13 (2 épisodes) : Bob Tucker
- 1989 : Un duo explosif (1 épisode) : Hickson
- 1989 : E.N.G. reporters de choc (1 épisode) : Tony
- 1990 : Un flic dans la mafia (1 épisode) : Fred McKnight
- 1990 : MacGyver (1 épisode) : Joe Banneker
- 1990 : War of the Worlds (1 épisode) : Thresher
- 1990 : Le ranch de l'espoir (1 épisode) : Norman Otis Beales
- 1991 : 21 Jump Street (1 épisode) : Officier Forbes
- 1991 : Street Justice (5 épisodes) : Det. Traynor
- 1991 : Max Glick (2 épisodes) : Professeur
- 1992 : L'Excellente Aventure de Bill et Ted (1 épisode) : un homme
- 1992 : Screen One (1 épisode) : Jack Lamb
- 1992-1997 : Au nord du 60e (82 épisodes) : Harris Miller
- 1994 / 1995 / 1996 : X-Files : Aux frontières du réel (épisodes 1x21 / 2x24 / 3x22) : Détective Talbot / Jess Harold / Dr Paul Farraday
- 1995 : Le Justicier des ténèbres (1 épisode) : le journaliste
- 1996 / 1998 / 2001 : Au-delà du réel : L'aventure continue (épisodes 2x17 / 4x26 / 7x06) : Dep. Middleton / Martin Nash / Dr Willard Haley
- 1997 / 1998 : Millenium (2 épisodes) : Waylan Bryce / Shérif Camden
- 1997-1999 : Black Harbour (11 épisodes) : frère Dutch
- 1997 : Poltergeist : Les Aventuriers du surnaturel (1 épisode) : Sheriff
- 1998 : Sleepwalkers : Chasseurs de rêves (1 épisode)
- 1998-2002 : Cold Squad, brigade spéciale (6 épisodes) : Desmond Cage et Eric Marshall
- 1999 : La Loi du colt (en) (Dead Man's Gun) (1 épisode) : Cole
- 1999 : Coroner Da Vinci (1 épisode) : Louis Diggens
- 1999 : Hope Island (en) (1 épisode) : Roy Franklin
- 2000 : Chérie, j'ai rétréci les gosses (1 épisode) : M. Gorvak
- 2000 : Les Chemins de l'étrange (1 épisode) : Angus Sharp
- 2000 : Aux frontières de l'étrange (1 épisode) : Ziegler
- 2000 : L'Invincible (1 épisode) : McQueen
- 2000 : Call of the Wild (5 épisodes) : Mallory
- 2001 : The Lone Gunmen : Au cœur du complot (1 épisode) : Jason Guthrie
- 2001 : Undercover (1 épisode) : Henderson
- 2002 : Andromeda (1 épisode) : Archiduc
- 2002 : Disparition (mini-série, 2 épisodes) : Dewey Clayton
- 2002-2004 : Tom Stone (24 épisodes) : Grant Davidson
- 2004 : Stargate SG-1 (1 épisode) : Commandant Gareth
- 2005 : Supernatural (1 épisode) : Ranger Wilkinson
- 2006 : The Collector (1 épisode) : Henry Tollin
- 2006 : The Evidence : Les Preuves du crime (1 épisode) : Dr Layland
- 2006-2008 : Men in Trees : Leçons de séduction (36 épisodes) : Jerome Robinsky
- 2009 : The Guard (1 épisode) : Mike Weber
- 2009 : Le Diable et moi (1 épisode) : le prêtre
- 2009 : Stargate Universe (1 épisode) : le prêtre
- 2009 : Alice au pays des merveilles (mini-série) : le charpentier
- 2010 : Always a Bridesmaid (1 épisode) : Larry
- 2011 : Heartland (2 épisodes) : Reid Tatum
- 2012 : Fringe (2 épisodes) : un homme
- 2012-2014 : Arctic Air (35 épisodes) : Cece Cooper
- 2013-2015 : Retour à Cedar Cove (34 épisodes) : Moon
- 2014-2018 : Once Upon a Time (10 épisodes) : l'Apprenti
- 2015 : Falling Skies (1 épisode) : Willie McComb
- 2016 : Unser Traum von Kanada (mini-série, épisode 2) : Hank
- 2016 : Aftermath (en) (1 épisode) : Ewan
- 2017 : Somewhere Between (1 épisode) : Simon
- 2017 : L'Exorciste (4 épisodes) : Ted Holmstrom / Russ Holstrom
- 2017-2019 : Les Désastreuses Aventures des orphelins Baudelaire (3 épisodes) : Jimmy
- 2017-2020 : Loudermilk (30 épisodes) : Ed
- 2019 : Les Enquêtes du Chronicle (en) (mini-série, épisode 2) : Glenn
- 2019 : See (3 épisodes) : Cutter
- 2019-2020 : Riverdale (2 épisodes) : Forsythe Pendleton Jones I
- 2021 : Schmigadoon! (1 épisode) : Marv

#### Téléfilms
- 1988 : God Bless the Child : Dr Chaney
- 1989 : Day One : Colonel Lansdale
- 1989 : Matinee : Geoff
- 1989 : Last Train Home : Willie Davis
- 1989 : La rage d'aimer : Jim Street
- 1991 : Captive : Harry Jordon
- 1992 : L'Exxon Valdez : Jack Lamb - Fishermen
- 1992 : The Boys of St. Vincent: 15 Years Later : Brian Lunney (30 ans)
- 1994 : Green Dolphin Beat : Artie Minz
- 1996 : Mother Trucker: The Diana Kilmury Story : Joe
- 1996 : Un rêve trop loin : le patron du bar
- 1999 : You Know My Name
- 2000 : Life in a Day : Chef Max Reed
- 2000 : Trial by Fire : Harris Miller
- 2000 : Impasse meurtrière (Deadlocked) : Marvin Levin
- 2001 : Anatomy of a Hate Crime : Officer Slade
- 2001 : Dream Storm : Harris
- 2003 : Another Country : Histoire d'une trahison : Harris Miller
- 2005 : Distant Drumming: A North of 60 Mystery : Harris Miller
- 2005 : Pour l'amour de Millie (Saving Milly) : le neurologue
- 2005 : Dark Pines (film documentaire) : Juge Little
- 2006 : Une femme modèle (Past Sins) : Leo Rudd
- 2009 : Virtuality : Le Voyage du Phaeton : le sergent de l'union
- 2011 : À la dérive : L'Histoire vraie d'Ashley Phillips : Chuck McGee
- 2017 : Amoureux malgré eux ! (Moonlight in Vermont) : Chauncey